# جيمس ثورب (لاعب كرة قدم)
جيمس ثورب (بالإنجليزية: James Thorpe)‏ هو لاعب كرة قدم أمريكي في مركز حراسة المرمى، ولد في 17 فبراير 1985 في إيست لونغميدو في الولايات المتحدة. لعب مع دي.سي. يونايتد ووسترن ماس بيونيرز.